# Kepler-22b
Kepler-22b jest egzoplanet koji orbitira zvijezdu sličnu Suncu Kepler-22 na udaljenosti od 587 svjetlosnih godina u zviježđu Labud. Prvi tranzit ovog planeta koji je primijećen dogodio se 12. svibnja 2009., a otkriven je 5. prosinca 2011., a otkrio ju je Svemirski teleskop Kepler. Prvi je planet koji je ovaj teleskop otkrio, a da orbitira u nastanjivoj zoni.

## Obilježja
Kepler-22b orbitira svoju zvijezdu, Kepler-22, sličnu Suncu i tipa G5V (Sunce je tipa G2V), s orbitalnim periodom od 290 dana. Ta orbita smješta Keplera-22b u nastanjivu zonu oko svoje zvijezde, i to na njen unutarnji rub.
Promjer ovog planeta jest 2.4 promjera Zemlje, a masa bi mu mogla biti do čak 53 mase Zemlje. Prema ovome je teorija da bi Kepler-22b imao strukturu sličnu Zemlji odbačena. Neki tvrde da je ovo plinoviti planet, što bi ga učinilo sličnim planetu Kepler-11f, najmanjim poznatim plinovitim planetom.
Ipak najvjerojatnija struktura jest ona da Kepler-22b ima globalni ocean vode. To bi ga učinilo sličnim planetu Gliese 1214 b, a Kepler-22b jest bolji jer orbitira u nastanjivoj zoni. Njegova sličnost sa Zemljom procijenjena je na 77%. Planet bi mogao imati temperaturu od 20°C, a smatra se da nema većega efekta staklenika. Zbog iznimno velike zainteresiranosti astrobiologa za oceanske planete, SETI je ovaj planet uvrstio među najbolje kandidate za traženje života.
Unatoč svemu, točna struktura još nije poznata, kao ni ima li atmosferu. Jedino što se o njemu zna jesu osnovni podaci, kao orbitalni period, masa, promjer itd.

## Vanjske poveznice
- "NASA's Kepler Confirms Its First Planet In Habitable Zone"  Arhivirana inačica izvorne stranice od 14. siječnja 2012. (Wayback Machine) (NASA)
- "Kepler discoveries: Kepler-22b: 'a yearly orbit of 289 days'" (NASA)
- "View of Kepler 22-b Sky Location" (Worldwide Telescope)
- Kepler-22b – First Discovered Planet In Habitable Zone na YouTubeu
- Kepler 22b – a planet in a star's habitable zone na YouTubeu
- Kepler mission newsfeed  Arhivirana inačica izvorne stranice od 10. svibnja 2013. (Wayback Machine)